# Peter Leslie Smith
Peter Leslie Smith (ur. 8 lutego 1958 w Pietermaritzburg, Południowa Afryka) – amerykański duchowny katolicki, biskup pomocniczy Portlandu od 2014.

## Życiorys
Święcenia kapłańskie otrzymał 9 czerwca 2001 i został inkardynowany do archidiecezji Portland. Przez kilka lat pracował duszpastersko, był także m.in. arcybiskupim delegatem dla ruchów charyzmatycznych, pomocniczym wikariuszem biskupim oraz wikariuszem generalnym archidiecezji.
4 marca 2014 papież Franciszek mianował do biskupem pomocniczym Portlandu ze stolicą tytularną Tubunae in Mauretania. Sakry udzielił mu 29 kwietnia 2014 metropolita Portlandu – arcybiskup Alexander Sample.